# Tomáš Sedláček (Ökonom)

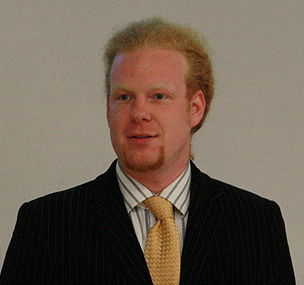
Tomáš Sedláček

Tomáš Sedláček (* 23. Januar 1977 in Roudnice nad Labem) ist ein tschechischer Ökonom und Hochschullehrer. Einer breiteren Öffentlichkeit wurde er durch sein Buch Die Ökonomie von Gut und Böse bekannt.

## Leben
Tomáš Sedláček verbrachte einen Teil seiner Kindheit in Dänemark und Finnland, wo sein Vater als Direktor der Vertretung der staatlichen Fluggesellschaft der ČSSR (damals Československé aerolinie, heute Czech Airlines) arbeitete.
Im November 2001, als er noch studierte, wurde Sedláček der ökonomische Berater des tschechischen Präsidenten Václav Havel. Die Beratungstätigkeit endete im Februar 2003. Ab Januar 2004 war er als Berater des damaligen Finanzministers der Tschechischen Republik, Bohuslav Sobotka, mit der Aufgabe betraut, das Haushaltsdefizit zu reduzieren und das Steuersystem zu reformieren. Er verließ diese Anstellung 2006 nach eigenen Angaben „aufgrund der übermäßigen Politisierung der Arbeit im Ministerium“.
Kurz darauf erhielt Sedláček ein Stipendium (Yale World Fellows Program) an der Yale University in den Vereinigten Staaten.
Seit seiner Rückkehr aus den  USA ist Sedláček Chefvolkswirt bei der Tschechoslowakischen Handelsbank AG (ČSOB), der größten tschechischen Bank. 2009 wurde er Mitglied des Nationalen Wirtschaftsrats, der den tschechischen Regierungschef berät. Zudem lehrt er an der Karls-Universität Prag Wirtschaftsgeschichte und ‑philosophie und arbeitet als Kolumnist.

## Werk

### Die Ökonomie von Gut und Böse
Mit seinem 2009 zunächst auf Tschechisch veröffentlichten Buch Die Ökonomie von Gut und Böse wurde Sedláček rasch bekannt. Das Buch geht auf seine Dissertationsarbeit am Institut für Wirtschaftswissenschaften der Karls-Universität Prag zurück, die dort aber, als wissenschaftlich ungenügend, abgelehnt wurde, dafür wurde ihre Buchversion zum Bestseller.
Es war 2009 das erste nicht-fiktionale Buch, das in Tschechien in die Bestsellerlisten kam. Auf Englisch wurde es 2011 von der Oxford University Press in den USA mit einem Vorwort von Václav Havel herausgegeben.
Das Buch wurde zur Vorlage für ein Theaterstück (eine szenische Lesung), das in einer Tournée durch Tschechien und am Tschechischen Nationaltheater in Prag über 80-mal aufgeführt wurde.
Das Buch ist eine Reise durch die Kultur- und Wirtschaftsgeschichte, vom Gilgamesch-Epos über das Alte Testament zu Thomas von Aquin und Adam Smith, über die Filme Fight Club und Matrix bis hin zur Wall Street und zur Weltwirtschaftskrise ab 2007. Sedláček stellt die mathematisch-analytische, scheinbar wertfreie Betrachtungsweise der modernen Volkswirtschaftslehre infrage und mahnt an, dass jede einzelne, noch so trivial erscheinende Kaufentscheidung letztlich eine moralische Entscheidung sei.
Angesichts des Haushaltsdefizits in vielen Staaten fragt er provokant, wie man bei 3 % Neuverschuldung von 1 % Wirtschaftswachstum sprechen könne. Um die Verschuldung, die zukünftige Handlungsoptionen beschneide, einzudämmen, fordert Sedláček – Bezug nehmend auf (Genesis 41 )–, in guten Jahren anzusparen für die mageren: die Neuverschuldung dürfe 3 % der Wirtschaftsleistung minus das Wirtschaftswachstum nicht übersteigen („Josef-Regel“). Der Gier nach Wachstum (privat wie in der Volkswirtschaft) stellt er entgegen: "Unser Weltbild krankt daran, dass wir das Paradies immer nur in der Zukunft sehen".

#### Anerkennung, Kritik
Im Jahr der Erscheinung (2009) erhielt Sedláček für das Buch den (tschechischen) Wald Press Award. Rezensionen der englischen Ausgabe (2011) erschienen in Financial Times sowie New York Times. 2012 erhielt er für die deutsche Ausgabe den Deutschen Wirtschaftsbuchpreis.
Peter Vogt lobt in der Süddeutschen Zeitung die deutsche Ausgabe für die umfassende Analyse, spart aber auch nicht mit Kritik. So hält er die Ausführungen von Sedláček in Bezug auf den Buchtitel für zu dünn geraten. Außerdem überziehe der Autor allzu oft seine Ansätze zur historischen Erklärung ökonomischer Abläufe und komme zu einigen fragwürdigen Hypothesen. So entdecke er im Gilgamesch-Epos die ökonomische Theorie der unsichtbaren Hand, die in der heute bekannten Form deutlich später von Adam Smith formuliert wurde. Und Josephs Ratschläge an den Pharao deute er als Vorläufer einer keynesianischen antizyklischen Fiskalpolitik. Weiterhin habe Xenophon angeblich bereits Lehrbücher zur Mikro- und Makroökonomie geschrieben.
Die Kritik läuft darauf hinaus, Sedláček für die dauerhafte Anwendung des „Mythos der Vorwegnahme“ zu rügen, weil so eben genau nicht historische Erklärungen gegeben werden könnten. Dieser Fehler sei ihm wohl auch unterlaufen, weil er mit dem Konzept der Archetypen nach C. G. Jung eine eher problematische Sichtweise auf die Geschichte der Ökonomie und der Ökonomie-Wissenschaften gewählt habe. Historisch ebenfalls nicht überzeugend sei der Bezug auf Werner Sombart und seine umstrittene Schrift Die Juden und das Wirtschaftsleben, ohne dass Sedláček auf die dort vorhandenen antisemitischen Stereotype eingegangen wäre.

### Lilith und die Dämonen des Kapitals
In seinem 2015 erschienenen Buch vergleicht Sedláček die Ökonomie mit der Psychoanalyse und Geschichten aus der griechischen Mythologie. Die kapitalistische Gesellschaft im Westen – insbesondere in den USA – leide seit 10 Jahren unter einer manischen Depression. Manisch handelnde Regierungen, Banken und Privathaushalte hätten einen Kollaps bewirkt, weil sie zu viel gewollt, zu viel konsumiert und dadurch hohe Schulden angehäuft hätten. Kapitalisten seien süchtig nach Wachstum, weil sie wie Drogensüchtige glaubten, ohne diesen Stoff nicht leben zu können. Die einhergehende Verschuldung führe irgendwann zum Bankrott und könnte unsere westliche Zivilisation zerstören. Die Josef-Regel, die besagt, in guten Jahren Reserven für schlechte Jahre anzulegen, wie sie im Genesisbuch des Alten Testaments erzählt und beschrieben wird, werde kaum mehr beachtet. Die Fiskalpolitik sollte den Politikern weitgehend entzogen und einer unabhängigen Institution wie einer Zentralbank übertragen werden. Wirtschaftliche Kennzahlen und mathematische Modelle würden uns blind machen und in falscher Sicherheit wiegen. Die Ökonomie sei zum Orakel und zur Religion geworden und lasse uns glauben, die Zukunft voraussehen zu können. Sie beruht auf dem Glauben an den Profit, den Egoismus und die unsichtbare Hand des Marktes, die zum Guten führe. Der Markt sei aber eine unperfekte menschliche Erfindung wie alle menschlichen Konstrukte. Die Ökonomie sei keine exakte Wissenschaft, sondern zur Ideologie geworden, und der Markt zum Götzen degeneriert. Banken seien wie Vaterfiguren, die impotent geworden seien. Wie Ödipus möchte man den töten, der einen erschaffen hat. Manisch-depressiv seien wir auch deshalb geworden, weil wir zwar schnell wachsen können, ohne jedoch stabil zu sein. Eigentlich könnten wir zufrieden sein, was wir im Westen materiell erreicht haben, das sogenannte Golden Roof. Doch stattdessen seien wir trotz vielfältig-interessanter Arbeit und dem erreichten Wohlstand oft leer und enttäuscht. Vielleicht seien wir am Ende des Kapitalismus angelangt: Viele Menschen würden in Jobs arbeiten, die sie hassen, um dann Dinge zu kaufen, die sie nicht bräuchten.

## Schriften
- Ekonomie dobra a zla. Po stopách lidského tázání od Gilgameše po finanční krizi. 65.pole, Praha 2009. ISBN 978-80-903944-3-8
  - Economics of Good and Evil. The Quest for Economic Meaning from Gilgamesh to Wall Street. Vorwort von Václav Havel, Oxford University Press, Oxford / New York 2011, ISBN 978-0-19-976720-5
  - Die Ökonomie von Gut und Böse. Übersetzt aus dem amerikanischen Englisch von Ingrid Proß-Gill. Hanser, München 2012, ISBN 978-3-446-42823-2
- Tomáš Sedláček, Roman Chlupatý, David Orrell: Soumrak homo economicus: Rozhovor s Romanem Chlupatým, 65. pole, Praha 2012, ISBN 978-80-87506-07-3
  - Tomáš Sedláček, David Orrell, Roman Chlupatý: Bescheidenheit – Für eine neue Ökonomie, aus dem Tschechischen von Markus Sedlazcek, Hanser, München 2013, ISBN 978-3-446-43486-8
- Tomáš Sedláček, David Graeber, Roman Chlupatý: Revolution oder Evolution: Das Ende des Kapitalismus?, Hanser, München 2015, ISBN 978-3446443044
- Tomáš Sedláček, Oliver Tanzer: Lilith und die Dämonen des Kapitals: Die Ökonomie auf Freuds Couch, Hanser, München 2015, ISBN 978-3446444577